# Хоз, Дов
Дов Хоз (7 (19) сентября 1894, Орша, Могилёвская губерния Российской империи — 29 декабря 1940, подмандатная Палестина) — еврейский политик, деятель рабочего сионизма. Член исполкома партии «Ахдут ха-Авода», глава Всемирного союза еврейских рабочих «Поалей Цион», один из основателей Гистадрута, заместитель мэра Тель-Авива.

## Биография

### Детство и юность
Дов Хоз родился в 1894 году в Орше (в то время Могилёвская губерния Российской империи) в семье деятеля «Ховевей Цион» и преподавателя иврита Баруха Хоза. Уже в детстве отец занимался с ним ивритом, затем в Крыму мальчик также посещал русскую школу.
В 1906 году семья Хозов в полном составе иммигрировала в Палестину, в то время входившую в состав Османской империи. Там Дов стал в 1913 году одним из первых выпускников первой ивритской гимназии «Герцлия». Ещё в гимназии он попал под влияние идей рабочего сионизма, пропагандируемых Берлом Каценельсоном, и сблизился с активистами движения «Ха-Шомер», а по окончании учёбы присоединился к одному из первых кибуцев — Дгании.
После начала Первой мировой войны семья Хозов получила турецкое гражданство, позволившее им остаться в Палестине. Сам Дов в это время совместно с Элияху Голомбом выступил за организацию военной подготовки среди членов еврейского ишува в Палестине, создав так называемую Яффскую группу. В 1915 году по рекомендации руководства ишува Хоз (вместе с другими выпускниками гимназии «Герцлия» и учительской семинарии в Иерусалиме) ушёл добровольцем в турецкую армию. Окончив в Стамбуле офицерскую школу, он был направлен на охрану линий телеграфной связи, центр которой находился в Дамаске. В этот период Хоз завязал дружеские отношения с турецкими офицерами, но позже, когда был отпущен в Палестину на похороны отца, обнаружил, что жители еврейского ишува стали жертвами репрессий со стороны османских властей, после чего принял решение дезертировать из армии. На это решение оказала также влияние опубликованная в ноябре 1917 года Декларация Бальфура, обещавшая помощь Великобритании в создании еврейского национального очага в Палестине. Турецкий военный трибунал заочно приговорил Хоза к смертной казни, и он был вынужден скрываться, пока контроль над Палестиной не перешёл в руки британцев. После этого он вступил в Еврейский легион, призвав еврейскую молодёжь Палестины поступать так же. Он демобилизовался из британской армии в 1919 году.

### Сионистская деятельноость
После окончания войны Дов Хоз играл заметную роль с рабочем сионистском движении. Он был одним из основателей партии «Ахдут ха-Авода» и входил в её исполнительный комитет. Хоз регулярно становился делегатом Всемирных сионистских конгрессов, начиная с 12-го. Он также принимал участие в создании Всеобщей федерации трудящихся Земли Израильской (Гистадрута) в 1920 году. Под его руководством в Гистадруте была создана служба общественных работ (в дальнейшем компания «Солель боне»). Хоз представлял Гистадрут в ходе контактов с рабочим движением на Западе, в 1922 году будучи откомандирован с этой целью в Берлин, в 1927—1928 годах в США, а в конце 1928 года в Лондон, где возглавил Всемирный союз еврейских рабочих «Поалей Цион». Кроме того, в этот период Хоз ездил в Вену, уже не по делам Гистадрута, а по поручению организации еврейской самообороны в Палестине «Хагана». В 1925—1927 годах он входил в состав городского совета Тель-Авива.
В 1931 году, в ходе очередного визита в Лондон, Хоз представлял Гистадрут на съезде Всемирной федерации тред-юнионов и на конференциях лейбористской партии. Он также использовал эту поездку для учёбы в Лондонской школе экономики. В 1933 году он был одним из членов комиссии по расследованию убийства Хаима Арлозорова, пришедшей к выводам о том, что за этим убийством стояли сионисты-ревизионисты. В 1930-е годы он всячески способствовал развитию авиации в Палестине, сам получив пилотскую лицензию. В 1936 году Хоз стал заместителем мэра Тель-Авива.
29 декабря 1940 года Дов Хоз посещал вместе с женой Ривкой Шерток (сестрой будущего премьер-министра Израиля Моше Шарета — одноклассника Хоза по гимназии «Герцлия») и ещё несколькими членами семьи еврейских заключённых в женской тюрьме в Акко. По дороге обратно в Тель-Авив автомобиль, который вёл сам Хоз, попал в аварию; погибли как водитель, так и все пассажиры, кроме сестры Дова Хавы Бородовской. Среди убитых были жена Хоза Ривка и дочь Тирца. Ещё одна дочь, Тамар, не была в разбившейся машине и пережила отца.

## Память
Уже в год гибели Хоза мэрия Тель-Авива учредила ежегодную премию, носящую его имя и вручавшуюся наиболее отличившимся еврейским авиаторам. В Тель-Авиве имя Дова Хоза было присвоено также аэропорту Сде-Дов, улице и клубу трудящейся молодёжи. В годовщину гибели Дова, Ривки и Тирцы Хоз на юге Иудеи был основан кибуц Дорот, названный по первым буквам их имён.